# Agència Europea de Defensa
L'Agència Europea de Defensa (EDA) és una agència de la Unió Europea (UE) encarregada de vetllar per la seguretat dels Estats membres de la Unió.

## Història
Fou creada el juny de 2004 pel Consell de la Unió Europea i el Parlament Europeu a partir de les funcions de la Unió Europea Occidental (UEO), sent operativa el 12 de juliol del mateix any. Té la seu a la ciutat belga de Brussel·les.

## Funcions
L'Agència Europea de Defensa dona suport als Estats membres de la Unió (exceptuant el cas de Dinamarca, el qual es desvinculà del projecte de defensa) en qüestions de defensa, millorant la capacitat en aquesta matèria i gestionar la Política Exterior i de Seguretat Comuna. Dins de la seva missió es troben quatre funcions principals:
- Desenvolupar les capacitats de defensa.
- Promocionar la recerca i desenvolupament tecnològic en matèria de defensa.
- Promocionar la cooperació en armament.
- Crear un mercat competitiu d'equipament militar europeu i enfortir les bases tecnològiques i industrials d'Europa.

## Estructura

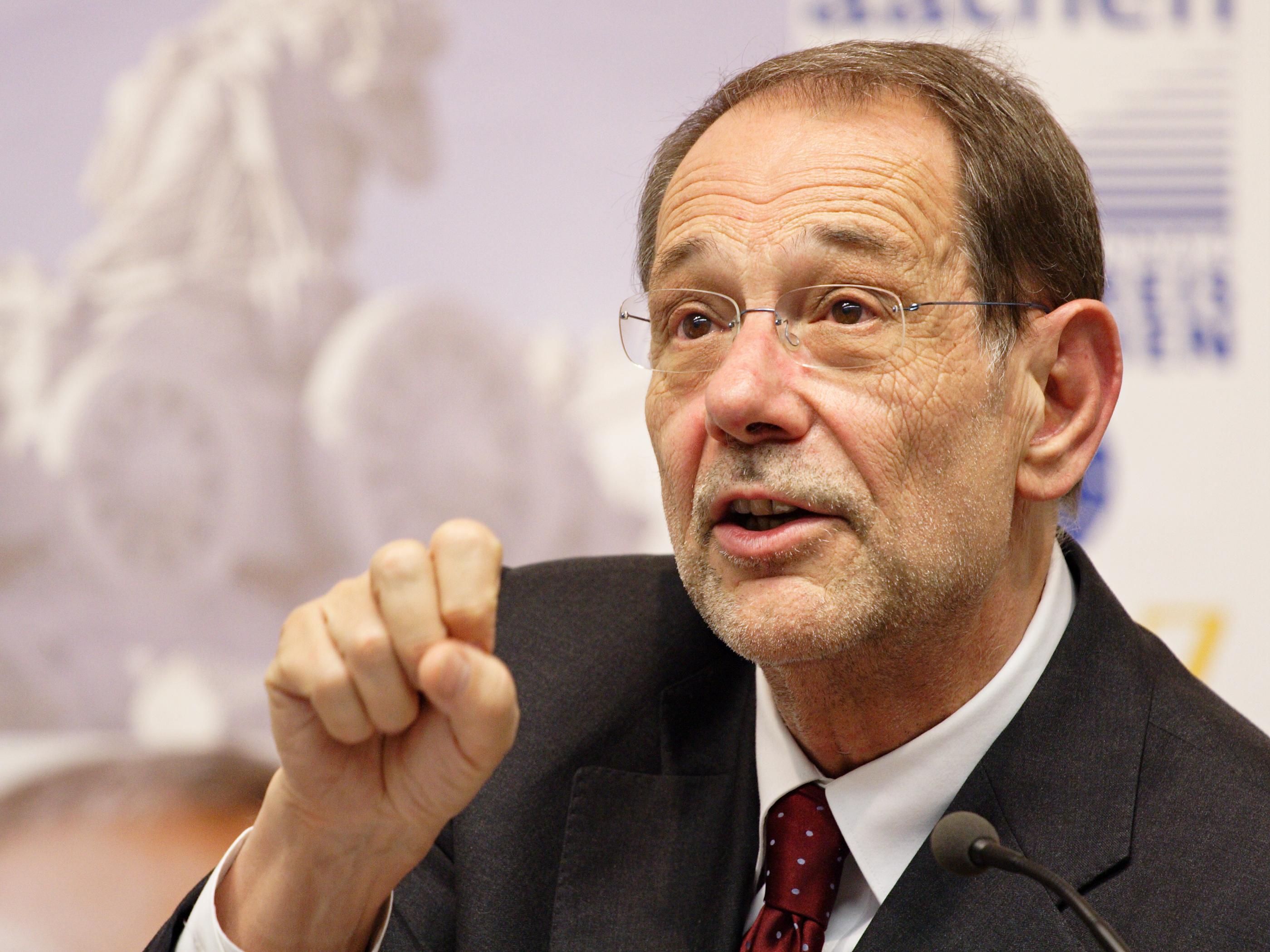
Javier Solana

Aquest cos posseïx personalitat jurídica i la seva direcció recau en tres elements.
- Direcció: Responsable de l'organització i funcionament general, assegurant la implementació de les directrius i decisions. Des de la seva fundació ocupa aquest càrrec Javier Solana, també Alt representant de la Unió Europea per a Afers exteriors i Política de Seguretat
- Direcció administrativa: el cos de l'agència per a la presa de decisions, compost pels ministres de defensa dels estats membres amb un representant de la Comissió Europea i liderat pel cap de l'Agència.[2]
- Conseller executiu: Cap del personal i responsable de la supervisió i coordinació de les unitats. Actualment ocupa aquest càrrec Claude-France Arnould.